# Rascló de Wallace
El rascló de Wallace (Habroptila wallacii) és una espècie d'ocell de la família dels ràl·lids (Rallidae) i única espècie del gènere Habroptila. Habita pantans i aiguamolls d'Halmahera, a les illes Moluques.